# Nina Hoss
Nina Hoss sinh ngày 7 tháng 7 năm 1975 tại Stuttgart, là nữ diễn viên người Đức.

## Cuộc đời và Sự nghiệp
Nina Hoss là con của Willi Hoss, một chính trị gia thuộc Đảng Xanh và
là nghị sĩ trong Quốc hội Đức. Mẹ của cô là nữ diễn viên ở "Nhà hát quốc gia Stuttgart". Cô đã diễn xuất trong nhiều phim của Đức. Năm 2006, cô đóng vai nhân vật chính trong phim
Yella, do Christian Petzold đạo diễn, và cô đã đoạt Giải Gấu bạc cho nữ diễn viên xuất sắc nhất tại Liên hoan phim Berlin năm 2007.

## Hoạt động xã hội
Hoss ủng hộ chiến dịch Make Poverty History và đấu tranh chống việc "cắt bộ phận sinh dục bên ngoài của phụ nữ" (female genital cutting). Cô được trích dẫn là đã nói: Đối với tôi, việc cắt bộ phận sinh dục - một việc hành hạ - là một tội ác xấu xa nhất nhân danh cái gọi là vinh dự trên trái đất. Tôi mong ước hình thức thống trị trên phụ nữ này phải được dẹp bỏ."

## Danh mục phim
- 1996 - And Nobody Weeps for Me (Und keiner weint mir nach) - của Joseph Vilsmaier
- 1998 - Fire Rider (Feuerreiter) - (Nina Grosse)
- 1998 - Love Your Neighbour! (Liebe deine Nächste!) - (Detlev Buck)
- 1999 - The Volcano (Der Vulkan) - (Ottokar Runze)
- 2002 - Naked (Nackt) - (Doris Dörrie)
- 2002 - Epstein's Night (Epsteins Nacht) - (Urs Egger)
- 2003 - Wolfsburg - (Christian Petzold)
- 2005 - The White Masai (Die weiße Massai) - (Hermine Huntgeburth)
- 2006 - Elementary Particles or Atomised (Elementarteilchen) - (Oskar Roehler)
- 2006 - Hannah (Leben mit Hannah) - (Erica von Moeller)
- 2007 - Yella - (Christian Petzold)
- 2007 - The Heart Is a Dark Forest (Das Herz ist ein dunkler Wald) - (Nicolette Krebitz)
- 2008 - The Anarchist's Wife (Die Frau des Anarchisten) (Marie Noëlle & Peter Sehr)
- 2008 - A Woman in Berlin (Anonyma – Eine Frau in Berlin) (Max Färberböck)
- 2009- Jerichow (Christian Petzold)
- 2009 - My life - Nina Hoss (Mein Leben – Nina Hoss) (Lilly Engel) phim tài liệu truyền hình

## Giải thưởng
- 2000 Giải Ngôi sao mới mọc - tại Liên hoan phim Berlin
- 2005 Giải phim Bayern cho nữ diễn viên chính xuất sắc nhất, phim The White Masai Lưu trữ ngày 22 tháng 2 năm 2014 tại Wayback Machine
- 2007 Giải Gấu bạc cho nữ diễn viên xuất sắc nhất, phim Yella